# 教育職員免許法施行法
教育職員免許法施行法（きょういくしょくいんめんきょほうしこうほう、昭和24年5月31日法律第148号）は、教育職員免許法（昭和24年法律第147号、現行法）の施行に関する日本の法律である。
1949年（昭和24年）5月31日に公布。同年の9月1日から施行。教育職員免許法と同日に制定・公布・施行された。

## 概要
教育職員免許法施行法（施行法）においては、教育職員免許法（免許法）が施行される際に、従前の制度から教育職員免許法の制度への移行を図るための規定が定められた。
この法律の大半を占めるのは、旧・国民学校令（昭和16年勅令第148号）、旧・教員免許令（明治33年勅令第134号）、旧・幼稚園令（大正15年勅令第74号）の規定により授与された教員免許状に関する規定や、学校教育法（昭和22年法律第26号）施行前の規定による学校の卒業者、すでに教員の経歴を有した者に関する規定である。
ただし、現在も与えられている「第一級総合無線通信士」「第一級陸上無線技術士」「第二級総合無線通信士」「第二級陸上無線技術士」「三級海技士 (航海)」「三級海技士 (機関)」を有する者に関する規定もある。

## 構成
- （旧令による教員免許状を有する者についての特例）
  - 第1条
- （従前の規定による学校の卒業者等に対する免許状の授与）
  - 第2条
  - 第3条
  - 第4条 削除
  - 第5条 削除
  - 第6条
  - 第7条 削除
  - 第8条 削除
  - 第9条 削除
- （関係法律の改正）
  - 第10条 - 学校教育法（昭和22年法律第26号）の一部改正
  - 第11条 - 教育委員会法（昭和23年法律第170号、旧法）の一部改正
  - 第12条 - 教育公務員特例法（昭和24年法律第1号）の一部改正
- 附則